# Vinyllithium
Le vinyllithium est un composé chimique de formule LiCH=CH2. Il se présente sous la forme d'un solide blanc ou incolore, généralement en solution dans le THF. C'est un organolithien couramment utilisé en synthèse organique. Il peut être obtenu en solution par réaction d'échange lithium-halogène. Une voie de synthèse sans halogénure fait intervenir le tétravinylétain Sn(CH=CH2)4 avec le n-butyllithium :
Sn(CH=CH2)4 + 4 BuLi → SnBu4 + 4 LiCH=CH2.
La réaction de l'éthylène CH2=CH2 avec le lithium donne du vinyllithium et de l'hydrure de lithium LiH en même temps que d'autres organolithiens.
Comme la plupart des autres organolithiens, le vinyllithium dissous dans le THF cristallise en formant des agrégats de type cubane (en).

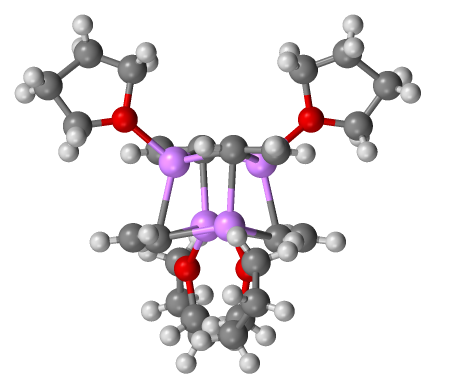
Géométrie cubique de l'agrégat [LiCH=CH2(THF)]4.

Le vinyllithium est utilisé pour introduire des groupes vinyle sur des réactifs organométalliques. C'est un précurseur des vinylsilanes, des vinylcuprates et des vinylstannates.
Sa réaction d'addition sur les cétones donne des alcools allyliques.